# Artur Eijvin Anshelm Afzelius
Artur Eijvin Anshelm Afzelius, född 1 juni 1816 i Sankt Nikolai församling i Stockholm, död 16 mars 1900 i Skara, (skriven i Tillinge församling) var en svensk präst och politiker. Han var son till Anders Erik Afzelius.
Afzelius var komminister i Hedvig Eleonora församling i Stockholm och senare kyrkoherde i Tillinge församling. Han var en av ledamöterna i prästeståndet för Stockholms stad vid ståndsriksdagen 1862/63 och var bland annat ledamot i bevillningsutskottet.